# Прудок (Калинковичский район)
Прудок (бел. Прудок) — деревня в составе Юровичского сельсовета Калинковичского района Гомельской области Беларуси.

## География

### Расположение
В 20 км на юго-восток от районного центра и железнодорожной станции Калинковичи (на линии Гомель — Лунинец), 145 км от Гомеля.

## Транспортная сеть
На автодороге Хойники — Калинковичи. Планировка состоит из прямолинейной улицы, ориентированной с юго-запада на северо-восток, к которой на юге присоединяется под прямым углом короткая прямолинейная улица. Застройка преимущественно деревянная усадебного типа.

## История
По письменным источникам известна с XVIII века как деревня в Мозырском повете Минского воеводства Великого княжества Литовского. В 1722 году жена Мозырского подстаросты М. Пшибожина отдала часть деревни юровичским иезуитам.
После 2-го раздела Речи Посполитой (1793 год) в составе Российской империи. В 1795 году село в Мозырском уезде Минской губернии, владение Прозоров. В 1879 году обозначена как селение в Юровичском церковном приходе. В 1876 году дворянка Парфенкова владела в деревне 86 десятинами земли. Согласно переписи 1897 года 86 десятин земли, действовали часовня, школа грамоты, хлебозапасный магазин. Рядом находились 2 фольварка. В 1908 году в Юровичской волости Речицкого уезда Минской губернии.
С 8 декабря 1926 года по 10 ноября 1927 года центр Прудокского сельсовета Юровичского района Речицкого, с 9 июня 1927 года Мозырского округов. В 1929 году организованы 2 колхоза, действовали крахмальный завод, начальная школа (в 1935 году 109 учеников). Во время Великой Отечественной войны оккупанты в 1943 году частично сожгли деревню. Освобождена 12 января 1944 года. В боях за деревню и окрестности погибли 212 советских солдат (похоронены в братской могиле на южной окраине). На фронтах и в партизанской борьбе погибли 166 жителей деревень Прудокского сельсовета, память о них увековечивают курган со скульптурой воина на вершине и 7 плит с именами павших, установленные в 1967 году на южной окраине. Согласно переписи 1959 года центр подсобного хозяйства имени Ф. Э. Дзержинского межрайонного автотранспортного предприятия, располагались комбинат бытового обслуживания, швейная и механическая мастерские, лесопилка, 9-летняя школа, Дом культуры, библиотека, фельдшерско-акушерский пункт, отделение связи, магазин, детский сад. До 31 октября 2006 года центр Прудокского сельсовета.

## Население

### Численность
- 2004 год — 119 хозяйств, 288 жителей.

### Динамика
- 1795 год — 42 двора, 295 жителей.
- 1897 год — 90 дворов, 550 жителей (согласно переписи).
- 1908 год — 105 дворов 570 жителей.
- 1926 год — 514 жителей.
- 1939 год — 808 жителей.
- 1959 год — 513 жителей (согласно переписи).
- 2004 год — 119 хозяйств, 288 жителей.

## Достопримечательность
- Памятник погибшим землякам.